# زمین‌لرزه ۱۹۹۴ میندورو
زمین‌لرزه میندورو  در تاریخ ۱۴ نوامبر ۱۹۹۴ میلادی، برابر با ‎۲۳ آبان ۱۳۷۳، ساعت ۱۹:۱۵:۳۰ به زمان یوتی‌سی در فیلیپین رخ داد. ژرفای این زلزله ۲۸٫۲ کیلومتر بود، و بزرگی آن ۷٫۱ در مقیاس Mw اعلام شده‌است. زمین‌لرزه به وقت محلی در روز سه‌شنبه، ساعت ۳ روی داده و منطقه زمانی آن یوتی‌سی +۸ بوده‌است .
سازمان زمین‌شناسی آمریکا نیز رومرکز این زمین‌لرزه را در مختصات ۱۳°۳۱′۳۰″شمالی ۱۲۱°۰۴′۰۱″شرقی / ۱۳٫۵۲۵°شمالی ۱۲۱٫۰۶۷°شرقی و ژرفای آنرا در ۳۱ کیلومتر گزارش کرده‌است. بزرگی برگزیدهٔ این سازمان از میان بزرگیهای محاسبه‌شدهٔ مختلف ۷٫۱ در مقیاس Mw بوده و از دید اثر، در میان چهار دسته‌بندی «نامحسوس»، «محسوس»، «زیان‌آور» یا «با تلفات»، زلزله را «با تلفات» اعلام کرده‌است.بیش از ۷۹۷ ساختمان در زمین‌لرزه خراب شده‌است.روانگرایی در این زمین‌لرزه ایجاد شده‌است.سونامی نیز در این زلزله گزارش شده‌است.
پروژهٔ «تنسور گشتاور مرکزوار» زاویه‌های (راستا، شیب، ریک) گسل سازندهٔ زمین‌لرزه و صفحه عمود بر آنرا (°۳۳۹، °۷۰، °۱۷۸-) یا (°۲۴۹، °۸۸، °۲۰-) و نوع گسل را «امتدادلغز» فرارسانده‌است.
شمار کشتگان زلزله حدود ۷۸ نفر بوده‌است.تعداد زخمیان ۲۲۵ نفر برآورده شده‌است.بی‌خانمان شدگان نیز ۳۹۸۵ نفر اعلام شده‌است.